# Topgigant plus
Topgigant plus® es una variedad cultivar de ciruelo (Prunus domestica), de las denominadas ciruelas europeas.
Una variedad de ciruela obtenida por Helmut Jacob en el Instituto de Investigación Geisenheim en 1993 (Alemania).
Las frutas son de tamaño muy grande, su piel de color azul oscuro recubierta de pruina, abundante, violácea, sutura con línea bien visible, de color algo más oscuro que el fruto, y pulpa color amarillo claro, textura firme, jugosa, muy fácil de separar del hueso, sabor muy aromático, acidez moderada, 15% ºBrix.

## Sinonimia
- "Prunus Topgigant plus",
- "P 35-35-1994".

## Historia
'Topgigant plus®' variedad de ciruela alemana obtenida por Helmut Jacob en el Instituto de Investigación Geisenheim en 1993 (Alemania). Fue el resultado del cruce de 'Cacaks Beste' como "Parental Madre" x el polen de 'President' como "Parental Padre". Se introdujo comercialmente en 1999.
'Topgigant plus®' variedad que se usa comercialmente en Alemania porque tiene un buen rendimiento y los frutos son fáciles de transportar. Debido a su tolerancia a la sharka (una infestación viral que conduce a la muerte de toda la planta) está ampliamente cultivado.

## Características
'Topgigant plus' árbol de porte de crecimiento columnar, vigor fuerte, crecimiento medio a fuerte. Las flores grandes son parcialmente autopolinizadoras y poco sensibles a la lluvia. Cuajado es muy alto, lo que puede dar lugar a alternancia si no se efectúan aclareos. Flor blanca, que tiene un tiempo de floración que comienza a partir del 9 de abril con el 10% de floración, para el 17 de abril tiene una floración completa (80%), y para el 26 de abril tiene un 90% de caída de pétalos.
'Topgigant plus' tiene una talla de fruto de tamaño muy grande (se dice que pesan hasta 100 g) de forma alargada y redondeada; epidermis tiene una piel azul oscuro, recubierta de pruina, espesa, violácea, sutura con línea bien visible, de color algo más oscuro que el fruto; pedúnculo de longitud mediano, fuerte, leñoso, con escudete muy marcado, muy pubescente, con la cavidad del pedúnculo estrecha, poco profunda, rebajada en la sutura y más levemente en el lado opuesto; pulpa de color amarillo claro, textura firme, jugosa, muy fácil de separar del hueso, sabor muy aromático, acidez moderada, 15% ºBrix.
Hueso con buenas propiedades de deshuesado, mediano, alargado, asimétrico, con el surco dorsal muy ancho y profundo, los laterales más superficiales, zona ventral poco sobresaliente, superficie rugosa.
Su tiempo de maduración es temprana, alrededor de principios a septiembre. El fruto se mantiene bien en las ramas, se puede cosechar durante mucho tiempo. Buena vida útil de almacenamiento.

## Usos
Se usa comúnmente como postre fresco de mesa que impresiona por su excelente aroma, y una excelente ciruela para preparaciones culinarias.

## Cultivo
Variedad que produce rendimientos extremadamente tempranos, altos y regulares. Cultivada principalmente en Alemania.
Debido al alto rendimiento, se recomienda el raleo de los frutos.

## Características y precauciones
Presenta tolerancia contra el Pseudomonas con buena salud de la hoja y la madera.
Resistente a sarna de hojas y frutos, baja susceptibilidad a la enfermedad de la podredumbre de la madera y la corteza en lugares demasiado húmedos.
El fruto es tolerante al virus de la viruela del ciruelo (Virus de la Sharka).